# フアンマヌエル・タフェルナベリー
フアンマヌエル・タフェルナベリー（Juan Manuel Tafernaberry、2002年5月27日 - ）は、スーペル・ラグビー・アメリカス、ペニャロール・ラグビーに所属するラグビーユニオン選手。

## プロフィール
- ウルグアイ出身[1]。
- ポジションはスクラムハーフ(SH)。
- 身長 181cm、体重 81kg
- ウルグアイ代表キャップは2（2024年9月現在）。

## 略歴
2022年、ペニャロールに加入。
2024年、パリ2024五輪の7人制ウルグアイ代表に選ばれた。